# البكالوريا الدولية
البكالوريا الدولية (بالإنجليزية: International Baccalaureate) سابقًا منظمة البكالوريا الدولية، هي منظمة تعليمية غير ربحية، تأسست في العام 1968 ومقرها جنيف. صممت المنظمة ثلاث برامج تعليمية، برنامج المرحلة الابتدائية (PYP) للفئة العمرية ما بين 3 أعوام و12 عامًا،، برنامج المرحلة المتوسطة (MYP) للفئة العمرية ما بين 11 و16 عامًا، وبرنامج الدبلوما (DP) للفئة العمرية ما بين 16 و19 عامًا،. تشرف منظمة البكالوريا الدولية حاليًا على أكثر من 3500 مدرسة في 144 دولة مختلفة. المنظمة هي كذلك مستشار لمنظمة الأمم المتحدة للتربية والعلم والثقافة، ولها علاقات بالمنظمة الدولية للفرانكوفونية.

## التاريخ

### البداية
عندما كتبت ماري-تيريز موريت «التقنيات التعليمية من أجل السلام، هل هي موجودة؟» في عام 1948، أنشأت إطارا لما سيصبح في نهاية المطاف برنامج البكالوريا الدولية (IBDB). في منتصف الستينيات، أنشأت مجموعة من المعلمين من المدرسة الدولية في جنيف النقابة الدولية للامتحانات المدرسية (ISES)، والتي ستصبح فيما بعد منظمة البكالوريا الدولية (IBO) ومن ثم البكالوريا الدولية (IB).

### البرنامج الأول
أنشئ مقر المكتب الدولي رسميا في جنيف بسويسرا في عام 1968 من أجل تطوير وصيانة برنامج دبلوم البكالوريا الدولية. وكان الهدف من هذا البرنامج هو «توفير مؤهل قبول جامعي معترف عليه دوليا الذي ينتاسب مع تنامي السكان المتنقلين من الشباب الذين كان والدوهم جزءا من عالم الدبلوماسية والمنظمات الدولية والمنظمات متعددة الجنسيات» من خلال تقديم دورات موحدة للطلاب الذين تتراوح أعمارهم بين 16 إلى 19. البكالوريا الدولية لأمريكا الشمالية (IBNA) تأسست في عام 1975  من قبل بيتر نيهر. وأنشئت البكالوريا الدولية لأفريقيا وأوروبا والشرق الأوسط (IBAEM) في عام 1986، والبكالوريا الدولية لآسيا والمحيط الهادئ (IBAP) خلال نفس الفترة.

### برامج أخرى
قدم برنامج البكالوريا الدولية للسنوات المتوسطة لأول مرة في عام 1994. وفي غضون خمس سنوات، كان لدى 51 بلدا مدارس لبرنامج السنوات المتوسطة. وأدخل برنامج منقح لبرنامج السنوات المتوسطة في أيلول / سبتمبر 2014. وجرى في عام 1996 تجربة برنامج السنوات الابتدائية في البكالوريا الدولية في 30 مدرسة ابتدائية في قارات مختلفة، وتم في عام 1997 ترخيص أول مدرسة في برنامج السنوات الابتدائية، مع 87 مدرسة معتمدة في 43 بلدا في غضون خمس سنوات. وقد تم تقديم البرنامج المتعلق بالوظائف المهنية في البكالوريا الدولية (سابقا شهادة البكالوريا الدولية ذات الصلة الوظيفية) لأول مرة في عام 2012.

### المديرون
أول مدير عام للبكالوريا الدولية كان:
- أليك بيترسون ما بين (1968-1977)
- تلاه جيرارد رينود (1977-1983)
- ثم روجر بيل (1983-1998)
- ديريك بلكمان (1998-1999)
- جورج ووكر (1999-2005)
- جيفري بيرد 2006-2013)
- الدكتورة سيفا كوماري (عينت عام 2013).[18]

## ملف طالب البكالوريا الدولية
وبصفتها مهمة البكالوريا الدولية التي يبذلها المكتب الدولي، يصف ملف المتعلم بإيجاز تطلعات المجتمع العالمي الذي يتقاسم القيم الكامنة وراء الفلسفة التربوية للمكتب الدولي. ويصف الملف الشخصي لممارس البكالوريا الدولية خصائص ونتائج التعليم من أجل التفكير الدولي. طلاب اليب (IB) يسعون إلى أن يكونوا: مستفسرين، مُطلعين (واسعي الإطلاع والمعرفة)، مفكرين، متواصلين، مبدئيين (يعملون وفقاً للمبادئ)، مجازفين، متوازنين، مُقيّميين (يقييمون خبراتهم وتجاربهم). وتستخدم البرامج الأربعة (الابتدائية، الإعدادية، الثانوية، والوظيفية) ملف المتعلم في البكالوريا الدولية.

## المدارس التي تقدم البكالوريا الدولية

### المغرب
مدينة ابن الطيب:
-الثانوية الإعدادية ابن الطيب 1
-الثانوية التأهيلية محمد السادس
مدينة فاس :
-الثانوية التأهيلية ابن عربي
الثانوية التأهيلية مولاي يوسف وابثانوية التاهيلية ابن بطوطة وكذا عباس السبتي وابن الخطيب بطنجة
الثانوية التأهيلية الحسن الثاني بتطوان

### آسيا
مدرسة النسيم الدولية (البحرين)
مدارس الظهران الأهلية (السعودية)
مدرسة واحة العلم العالمية (السعودية)
مدرسة اليوبيل (الأردن)
مدارس الكلية العلمية الإسلامية (الأردن)
مدرسة المونتيسوري الحديثة (الأردن)